# Fontana Vecchia (Bologna)

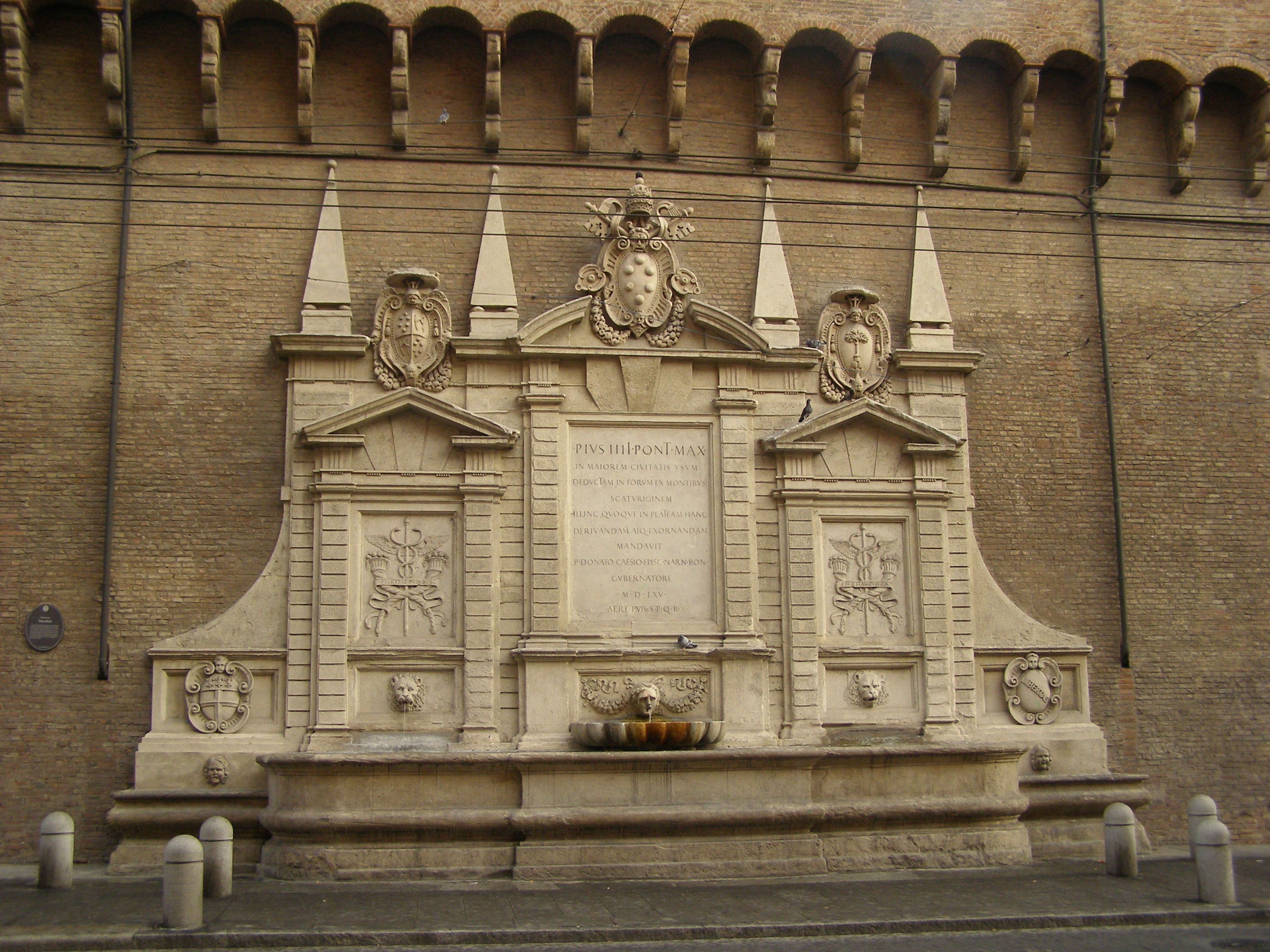
La fontana Vecchia

La Fontana Vecchia di Bologna si trova addossata al palazzo comunale (palazzo d'Accursio), nel lato di via Ugo Bassi.
Fu commissionata nel 1563 all'architetto e pittore siciliano Tommaso Laureti e realizzata, in forme classiche, nel 1565.
Nel cortile di palazzo d'Accursio sorse nel 1615 il giardino dei Semplici, una raccolta di piante medicinali curata da Ulisse Aldrovandi ed eliminata alcuni secoli dopo, che al centro aveva la cisterna dei Terribilia, un serbatoio di acqua collegato tramite condotti sotterranei alla fontana del Nettuno e alla Fontana Vecchia.